# Mansehra
Mansehra (Urdu مانسہرہ) ist die Hauptstadt des Distrikt Mansehra in der Provinz Khyber Pakhtunkhwa in Pakistan.

## Geschichte
Die Stadt hat eine lange Geschichte und war während des Maurya-Reich unter der Herrschaft von Kaiser Ashoka eine bedeutende Stadt.

## Bevölkerungsentwicklung
| Zensusjahr | Einwohnerzahl |
| ---------- | ------------- |
| 1901       | 5.087         |
| 1972       | 19.865        |
| 1981       | 27.843        |
| 1998       | 49.534        |
| 2017       | 127.623       |

## Sehenswürdigkeiten
Die Felsedikte von Mansehra sind vierzehn Edikte des Maurya-Kaisers Ashoka, die auf Felsen in Mansehra eingeschrieben sind. Die Erlasse sind in drei Felsbrocken geschnitten und stammen aus dem 3. Jahrhundert vor Christus. Sie sind in der altindischer Schrift geschrieben. Sie gehören zu den ältesten entschlüsselten Schriften in Südasien.

## Galerie

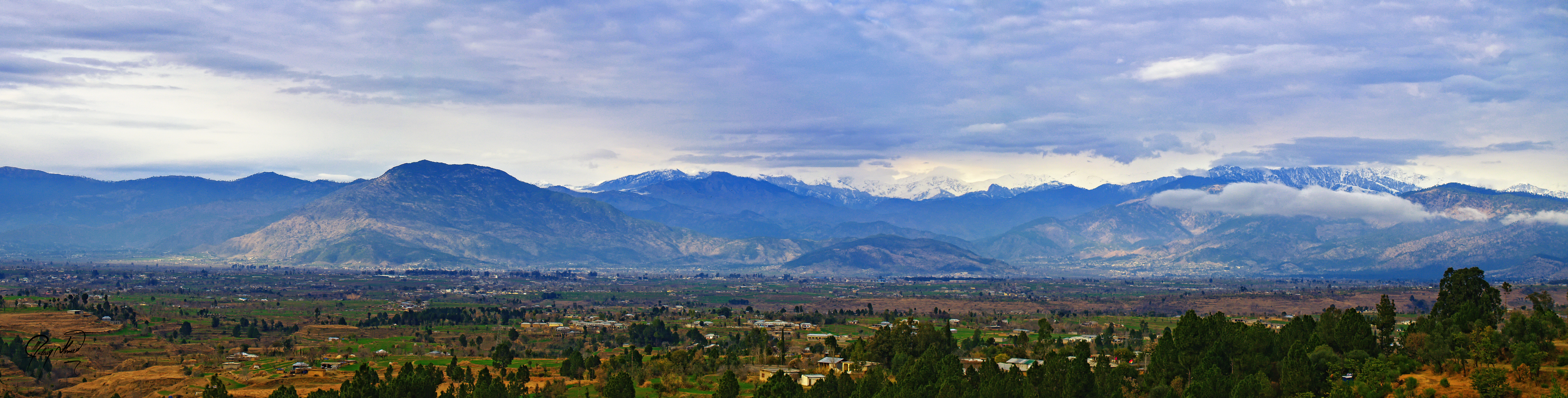
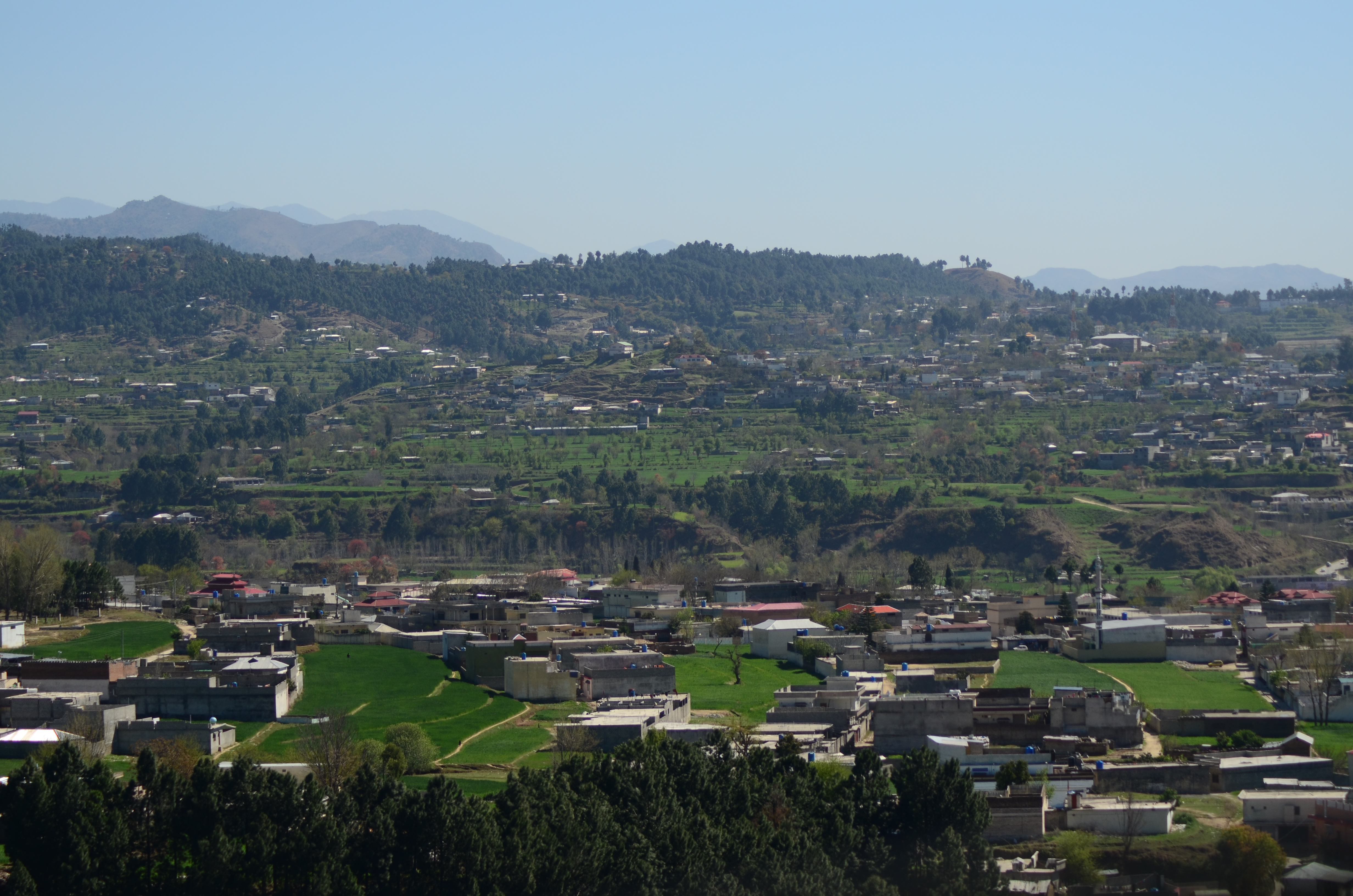
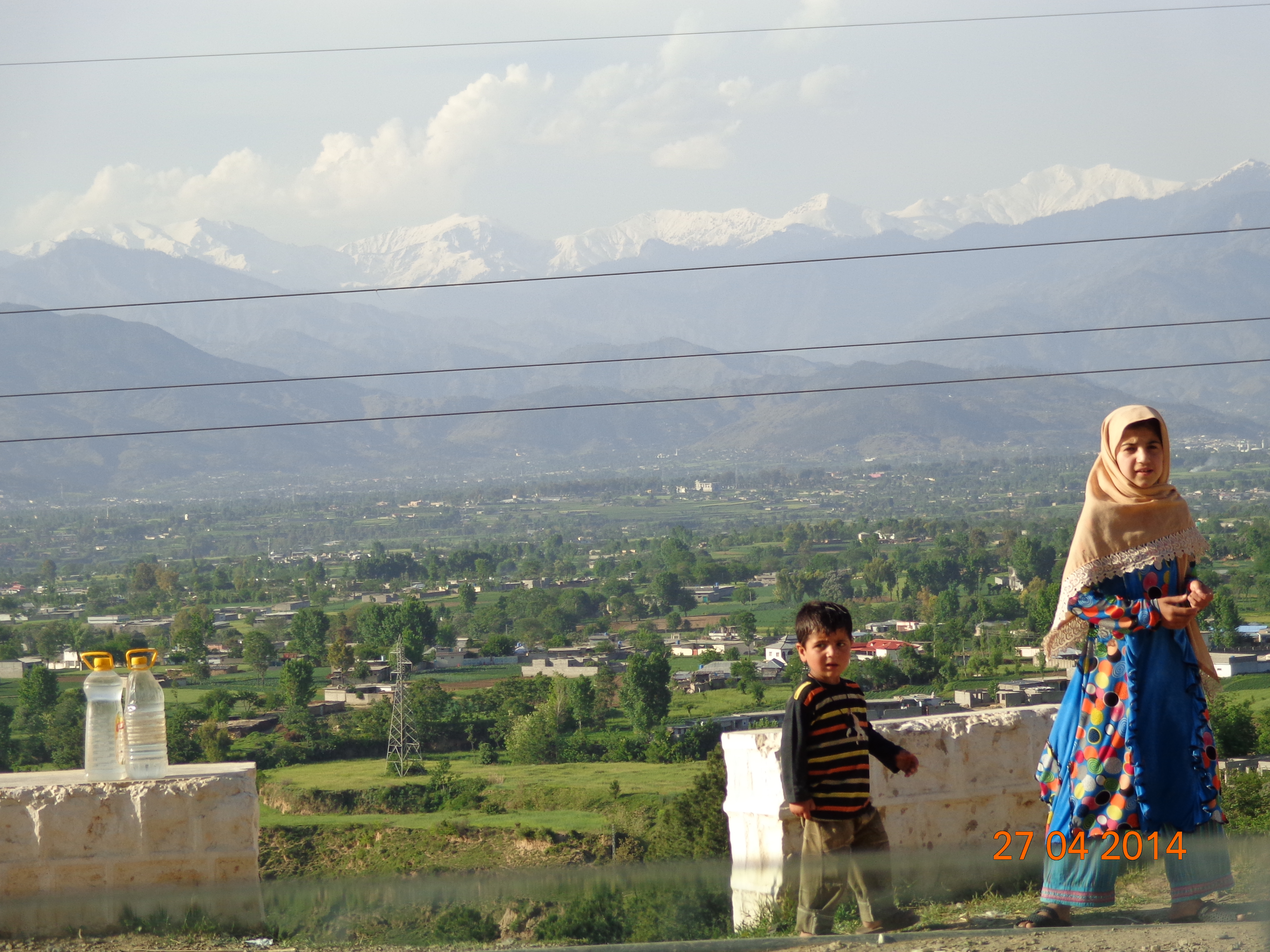
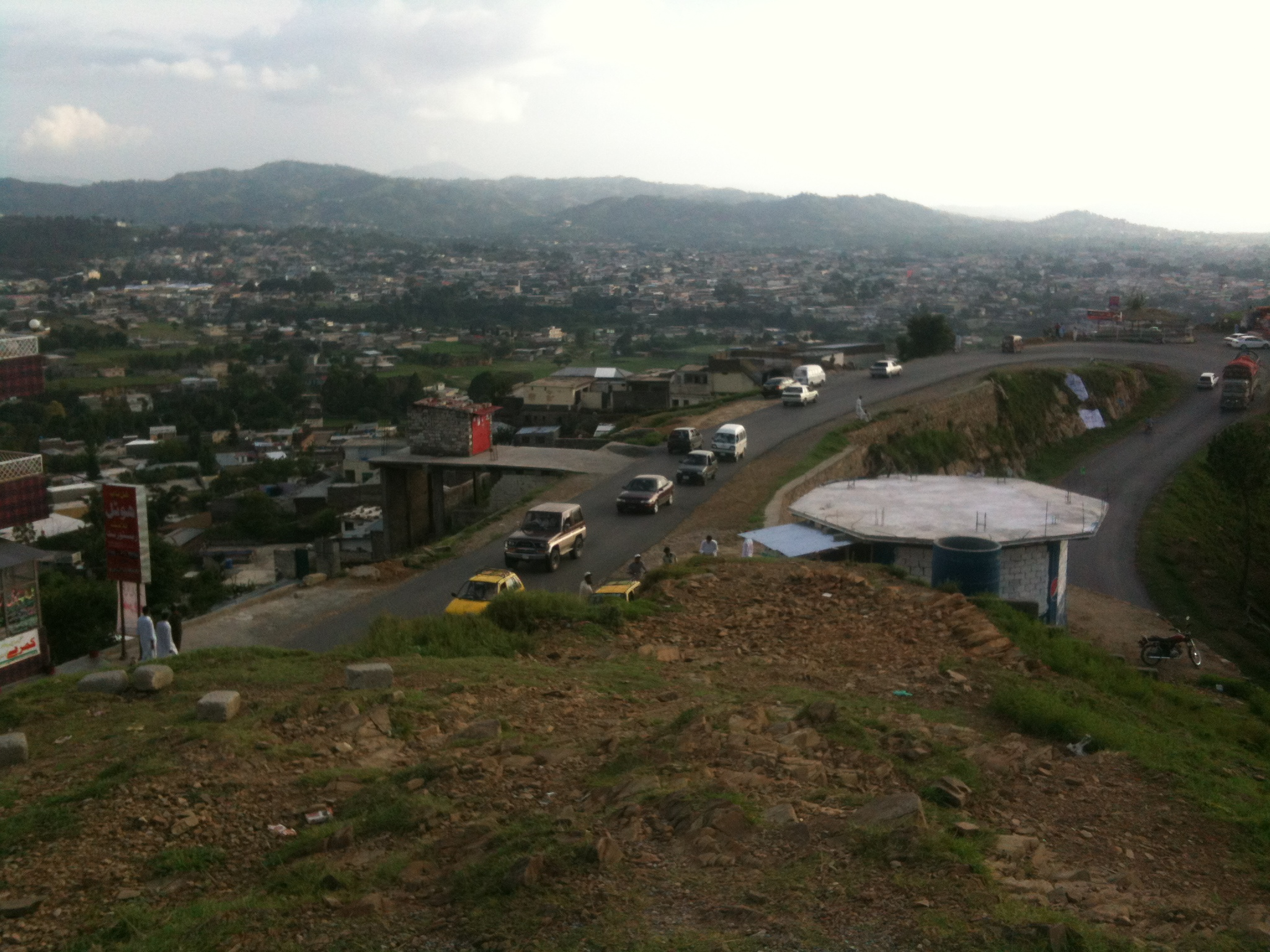
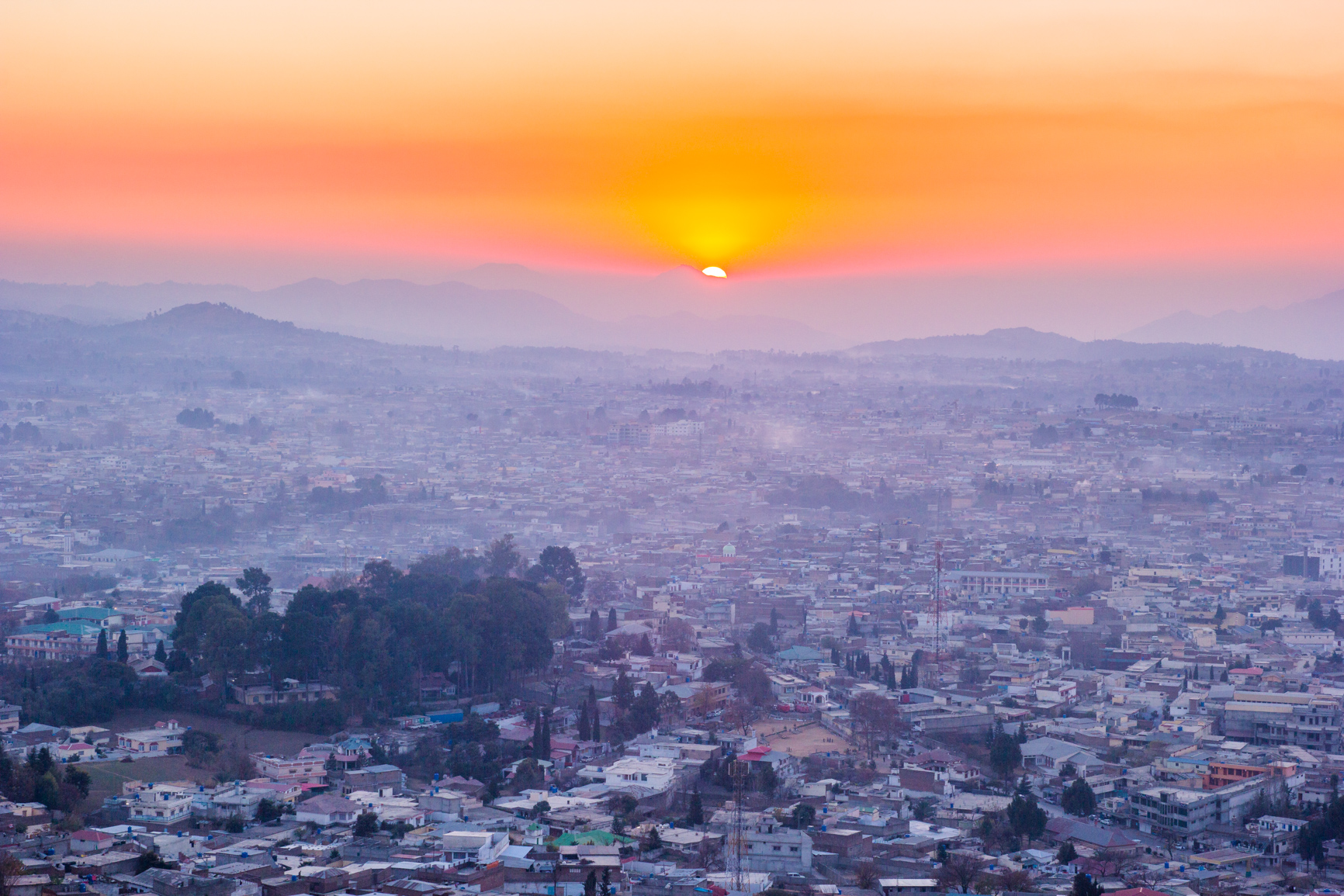
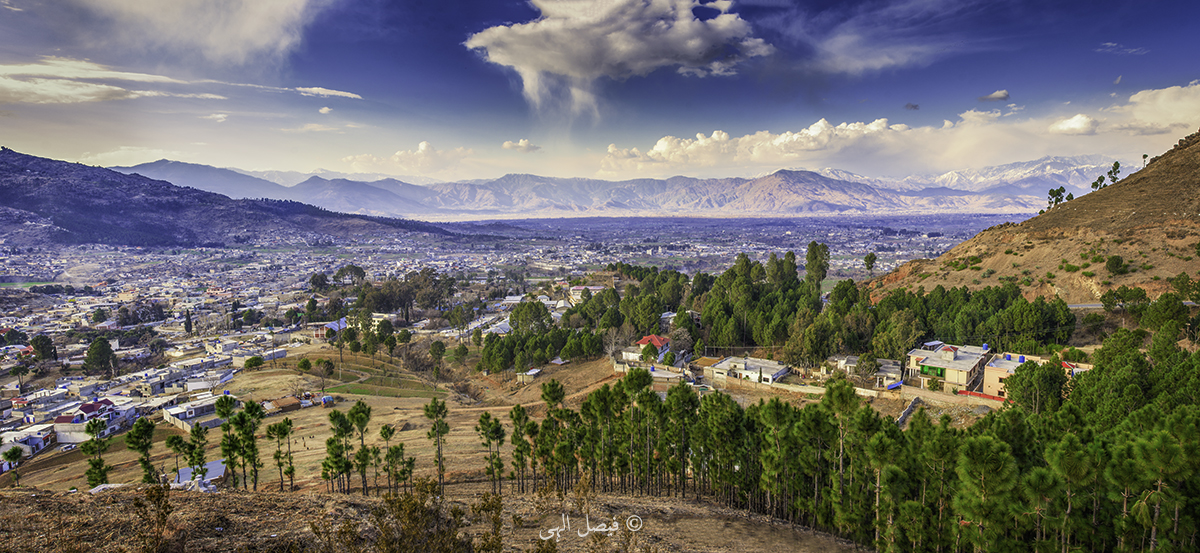